# 周穎 (政治人物)

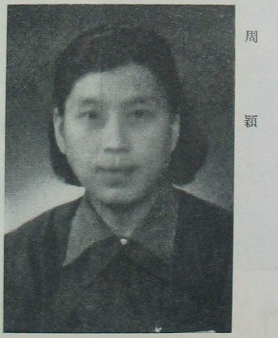
周穎近照

周颖（1909年—1991年），直隶（今河北）南宮人，中国政治人物。聂绀弩的妻子。

## 生平
1933年毕业于日本早稻田大学，同年回国，参加反帝大同盟。创办上海中国艺术供应社，任主任。
1934年参加中国国民党民主同志会（后称三民主义同志联合会）。后任重庆慈幼院保育主任、中国劳动协会重庆工人福利社主任、香港九龙妇女联谊会主席。曾参与中国国民党革命委员会的筹建工作。
1948年到解放区，任全国妇女代表大会筹备委员会委员，同年当选为全国总工会执行委员。1949年出席中国人民政治协商会议第一届全体会议。
后任邮电部劳动工资处处长，全国总工会执委，候补常委，民革中央常委、组织部副部长、中央监委会副主席。是第二、五届全国政协委員，第六、七届全国政协常委。